# Нача (Полоцкий район)
Нача (бел. На́ча) — деревня в Полоцком районе Витебской области Республики Беларусь. Входит в состав Ветринского сельсовета.

## География
Расположена в 34 км в направлении на юго-запад от Полоцка, 139 км от Витебска.
Ближайшие населённые пункты Горовцы, Логовцы, Селко и др.
Пролегает дорога Н-17299

### Гидрография
Около реки Нача, которое дало название деревни.

## История
Из письменных источников известна с XVI в. Так, в Полоцкой ревизии упоминаются несколько одноименных дворов-поселений на р. Нача в составе Полоцкого воеводства. Деревня Нача принадлежала помещику В. Окулиничу. В 1580 г. деревню с семью жителями держал помещик П. Куницкий, отдавая четверть урожая Городецкому монастырю Св. Михаила. В 1595 г. деревня в собственности архиепископа Н. Селицкого, переходит к иезуитам. В 1654 г. после захвата правобережной части Полоцкого воеводства д. Нача переходит в собственность Полоцкого Богоявленского монастыря. В кон. XVIII — нач. XIX в.в. построена деревянная усадьба.
После Второго раздела речи Посполитой деревня Нача и соседние земли вошли в состав российской империи: сначала в Лепельском повете Полоцкой губернии, с 1796 г. — в Полоцком повете, с 1802 г. — в в Лепельском повете Витебской губернии. В самой деревне до 1839 г. функционировала униатская церковь, с 1864 г. работало приходское училище, где обучались 25 мальчиков и 11 девочек. В феврале —  ноябре 1918 г. оккупирована германскими войсками. 
С 1 января 1919 г. в составе БССР. С сентября 1919 г. по июля 1920 г. оккупирована польскими войсками. Ранее, в 1913 г. открывается четырехлетняя школа. Также работали почта, клуб и изба-читальня. По состоянию на май 1925 г. в школе насчитывалось 100 учеников и 2 учителя. В 1920 г. начинает работу колхоз им. Ленина. С августа 1924 г. деревня становится центром Начского сельсовета Ветринского района, до 26.07.1930 г. в составе Полоцкой округи. На 1926 год Нача насчитывала 20 дворов и 83 жителя, а  Нача-Ильина —  4 двора и 17 жителей. Позднее, в годы Великой Отечественной войны была оккупирована немецко-фашистскими захватчиками. При этом на фронте, в оккупации и партизанской борьбе погибли 36 жителей деревни. 
В послевоенное время  в деревню Нача переселяются жители соседних деревень Глушкевичи, Горбуково, Грицковшина, Дворица, Дорзды, Замховье, Нача-Бартошина и Нача-Ильина. В итоге, на 1946 год начитывалось 47 дворов и действовал колхоз им. Ленина. На 1968 г. насчитывается 48 дворов и 188 жителей. В 1996 году в деревне работала базовая школа, детсад, 101 хозяйство, клуб, библиотека, отделение связи, магазин и 296 жителей. С 2003 г. деревня являлась центром филиала «Начский» , с 2012 г. —  «Милк-Агро» , с 2018 г. —  УП «Полоцк-Милк» . До 2004 года являлась административным центром и входила в состав Начского сельсовета. По состоянию на 2020 г. в деревне существовали детский сад, клуб, библиотека, фельдшерско-акушерский пункт, магазин.

## Население

### Динамика численности
- 2000 год — 268 жителей, 40 дворов[3]
- 2009 год — 254 жителей (перепись населения)[4]
- 2020 год — 206 жителей

## Экономика
- Полоцкий молочный комбинат

## Достопримечательность
- Братская могила —  Историко-культурная ценность Республики Беларусь, шифр 213Д000677.
- Памятник В. И. Ленину.
- Памятник землякам-писателям — Виссариону Горбуку (1913—1986), Николаю Семашко (1914—1941), Степану Семашко (1898—1965).

## Галерея

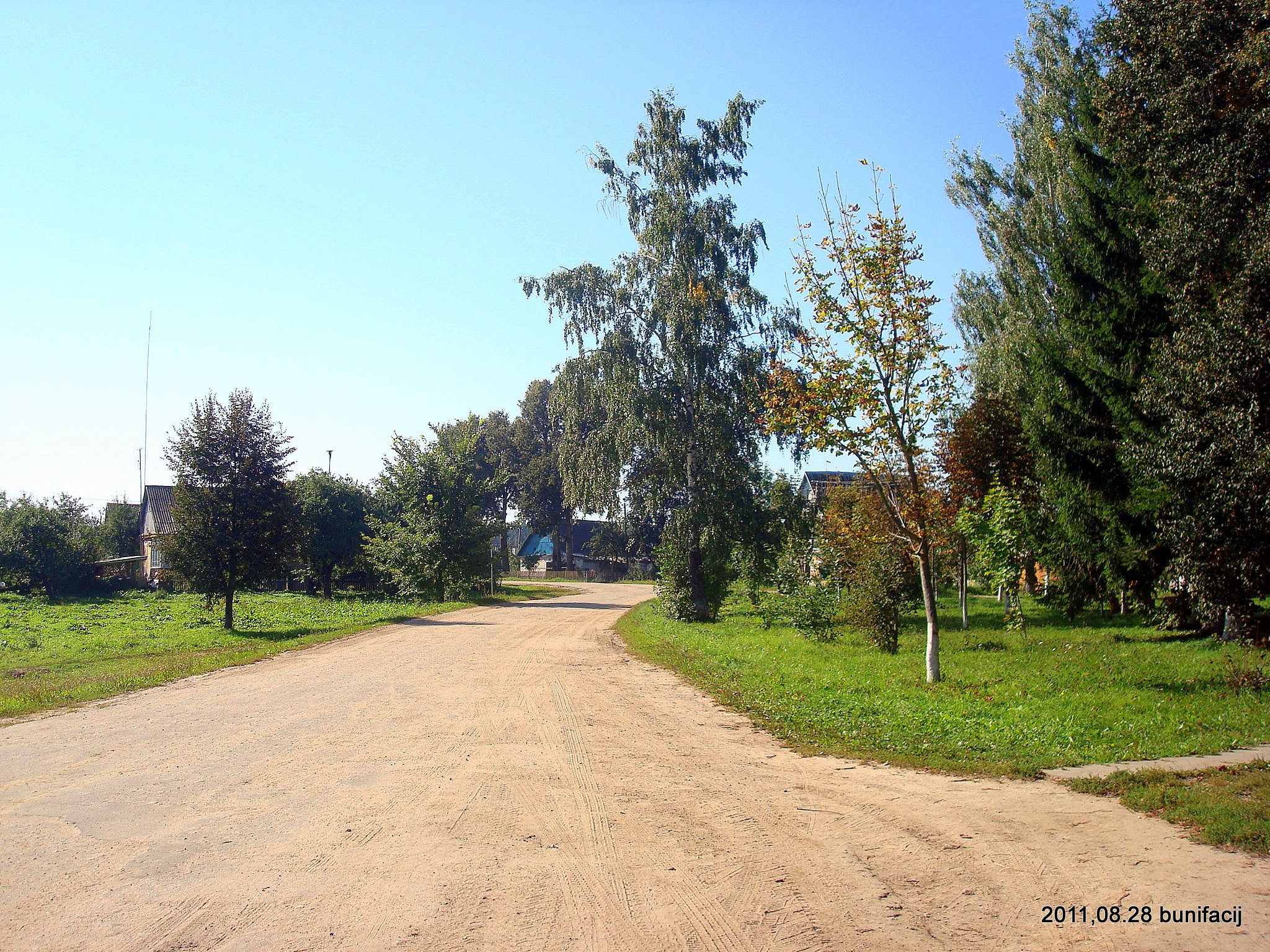
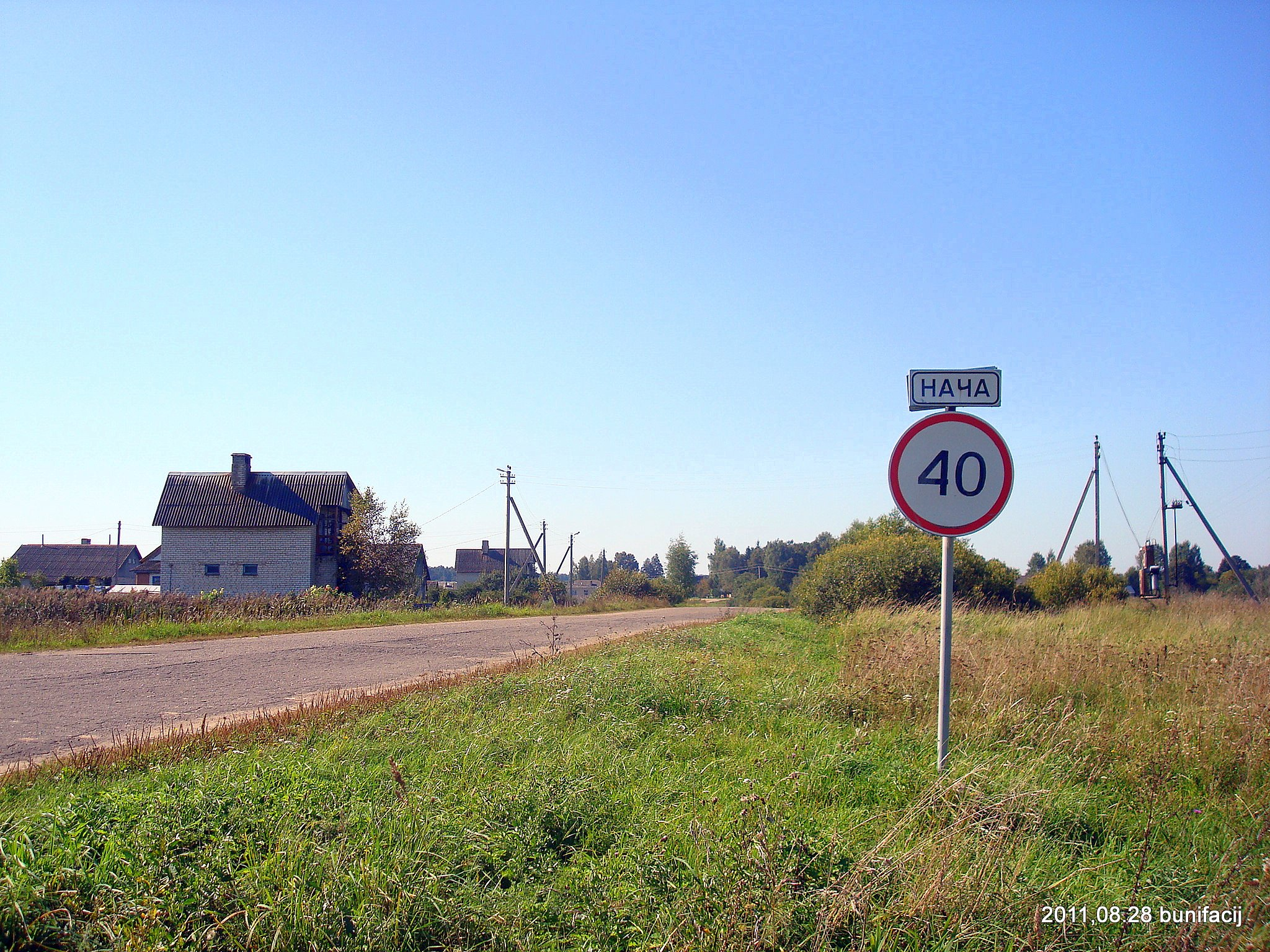
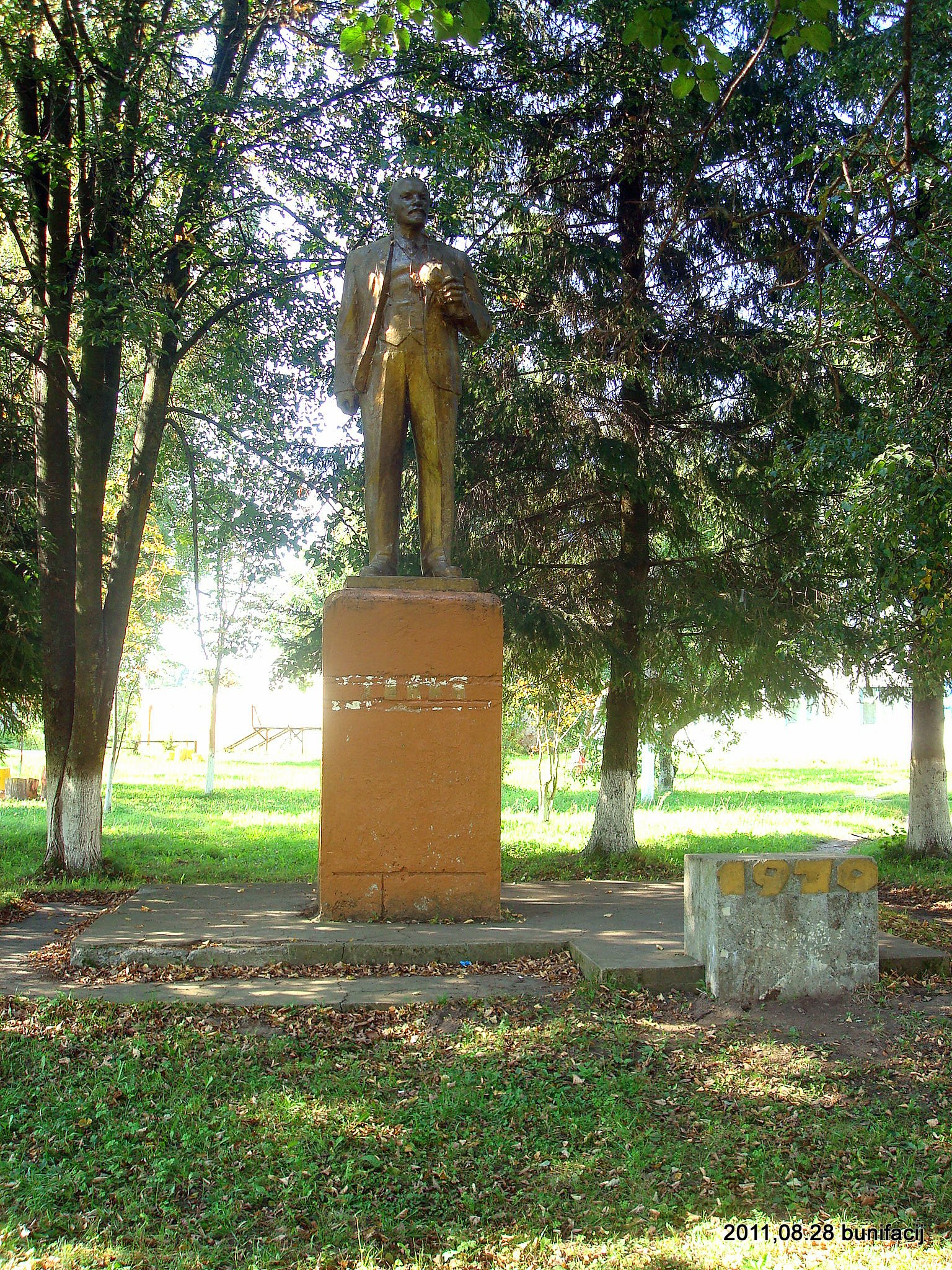
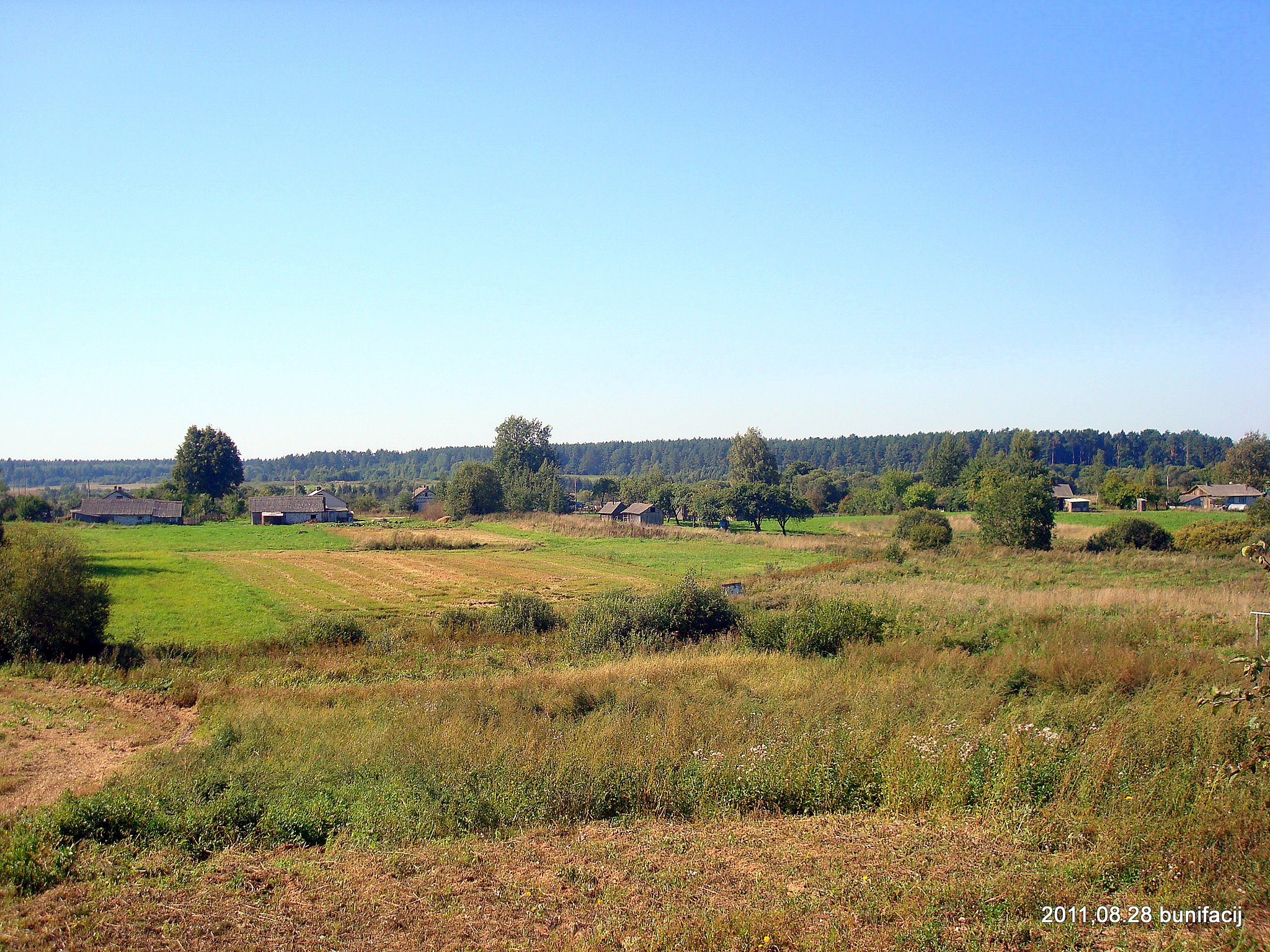
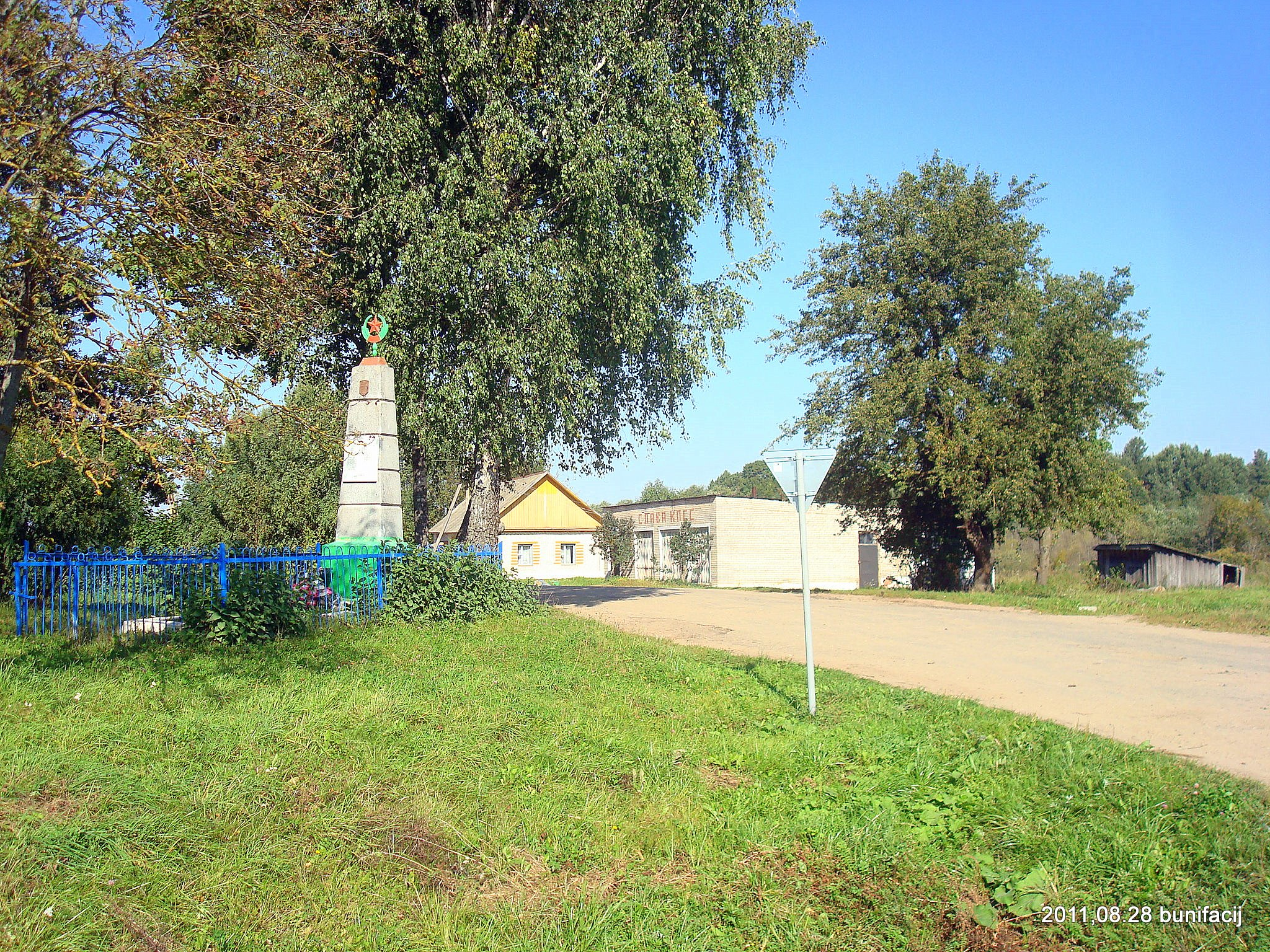
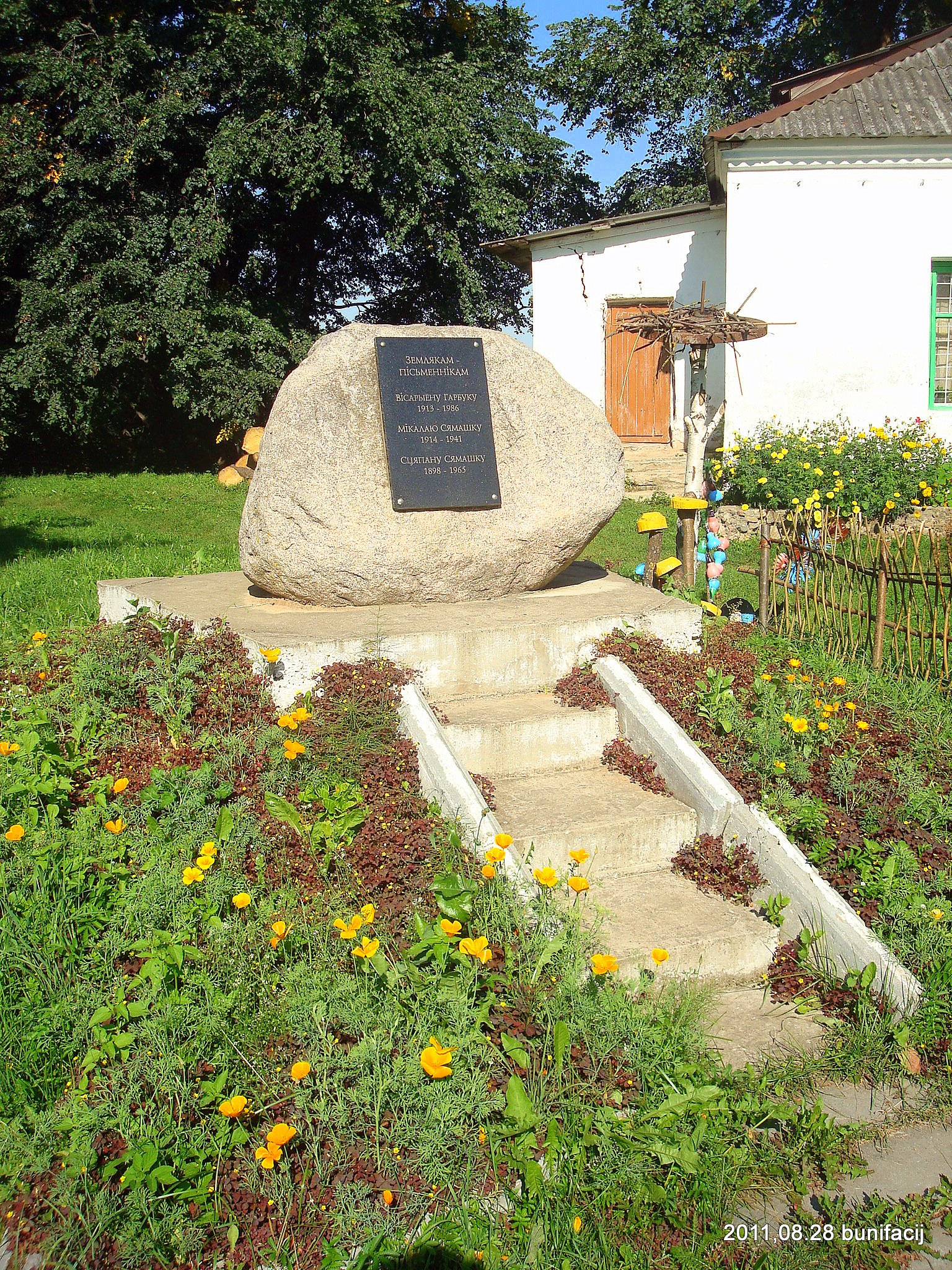
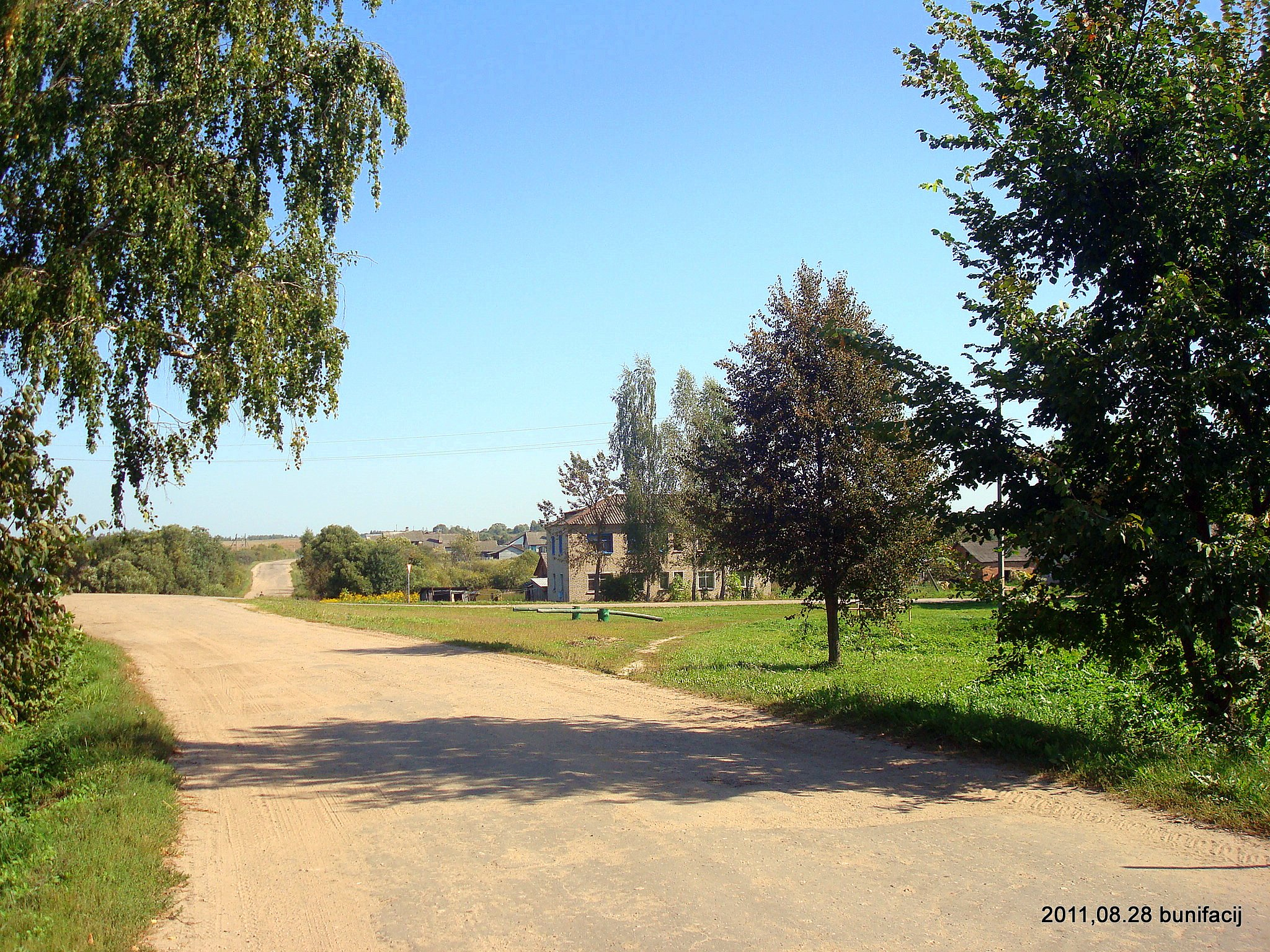
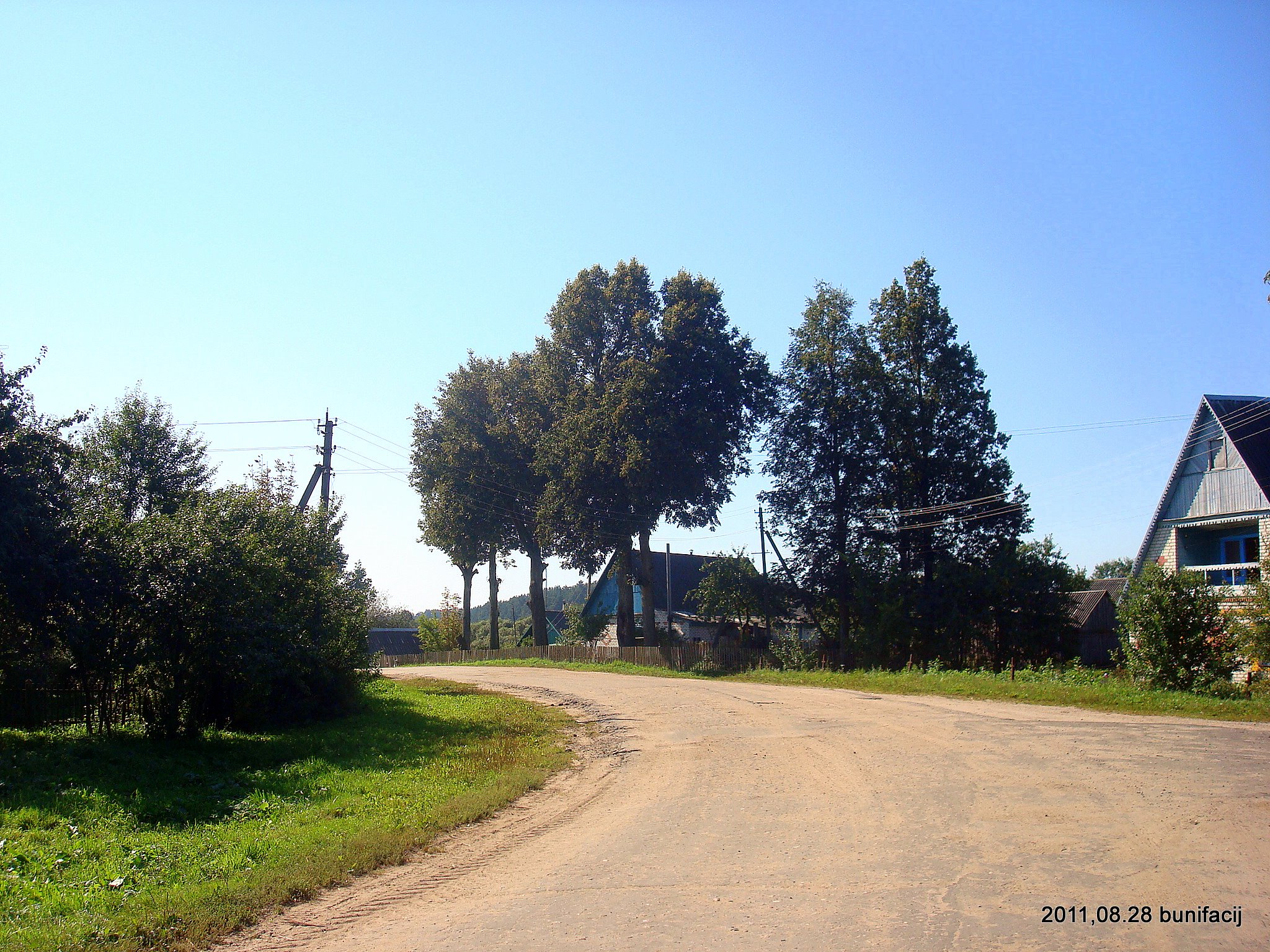
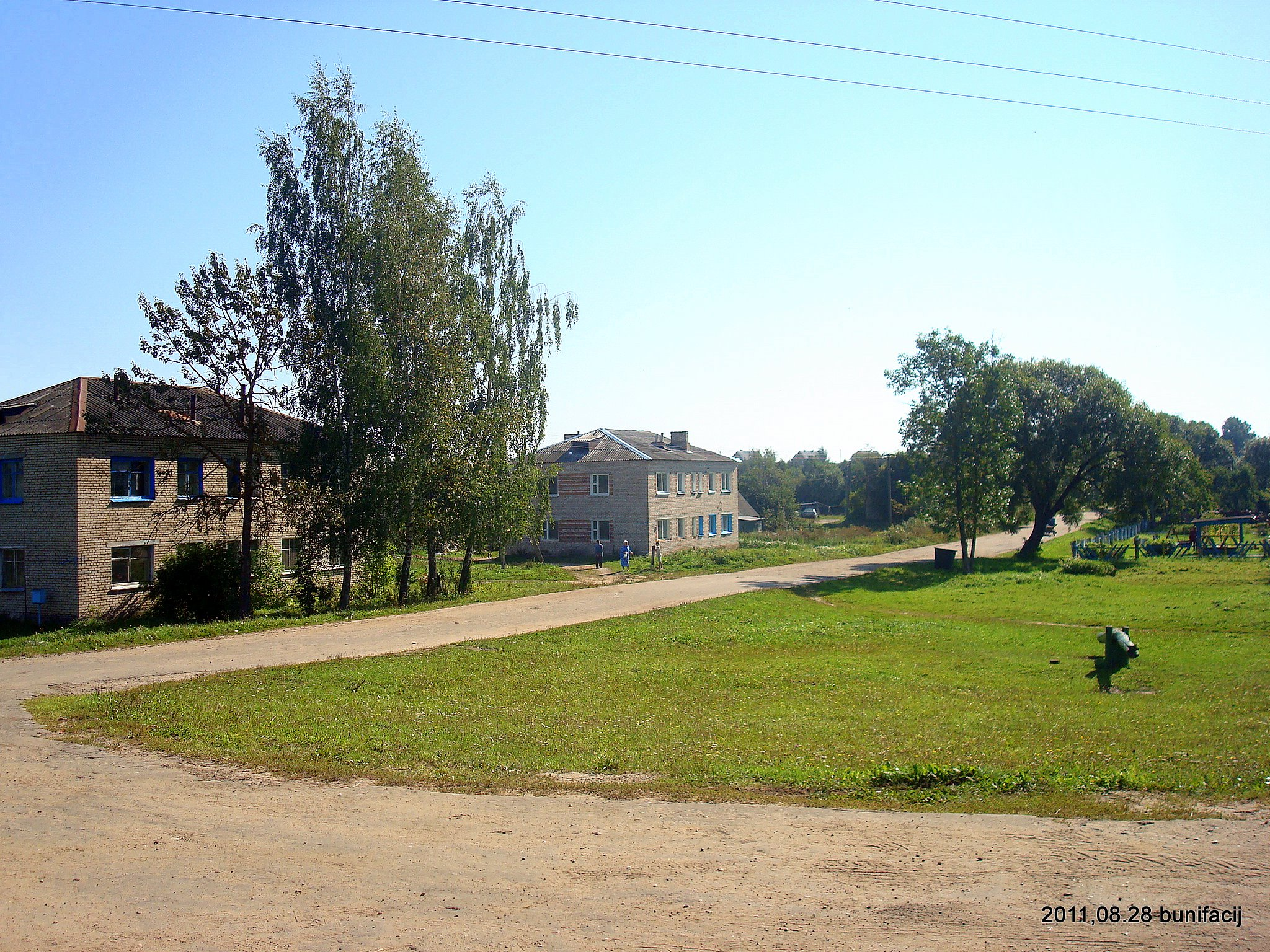

### Утраченное наследие
- Церковь